# Gaudencio Rosales
Gaudencio Borbón Rosales (ur. 10 sierpnia 1932 w Batangas) – filipiński duchowny rzymskokatolicki, biskup pomocniczy Manili w latach 1974–1982, biskup koadiutor Malaybalay w latach 1982–1984, biskup diecezjalny Malaybalay w latach 1984–1992, arcybiskup metropolita Lipy w latach 1992–2003, zastępca przewodniczącego Konferencji Episkopatu Filipin w latach 1997–1999, arcybiskup metropolita Manili i prymas Filipin w latach 2003–2011, kardynał prezbiter od 2006, od 2011 arcybiskup senior archidiecezji Manili.

## Życiorys
Jest trzecim z siedmiorga dzieci Godofredo D. Rosalesa i Remedios Borbon. Uczęszczał do seminarium w Manili, gdzie studiował filozofię i teologię. 23 marca 1958 przyjął w Manili święcenia kapłańskie (z rąk Alejandro Olalii, biskupa diecezji Lipa). Pracował jako prefekt dyscypliny i rektor niższego seminarium Św. Franciszka Salezego w Lipa, był profesorem i dyrektorem duchowym wyższego seminarium tamże. W latach 1970–1975 prowadził działalność duszpasterską w rodzinnym Batangas.
W sierpniu 1974 został mianowany biskupem pomocniczym Manili, ze stolicą tytularną Oescus; sakrę biskupią otrzymał 28 października 1974 w rodzinnym mieście z rąk arcybiskupa Bruno Torpiglianiego, nuncjusza na Filipinach, któremu towarzyszyli przyszli kardynałowie, arcybiskupi Jaime Sin i Ricardo Vidal. Zajmował się m.in. działalnością misyjną i charytatywną Kościoła katolickiego na Filipinach, w latach 1980–1982 pełnił funkcję rektora seminarium św. Karola w Manili. W czerwcu 1982 został biskupem-koadiutorem Malaybalay, po rezygnacji Francisco Clavera we wrześniu 1984 został ordynariuszem Malaybalay. W latach 1984–1999 pełnił funkcję wizytatora apostolskiego seminariów filipińskich.
W grudniu 1992 został arcybiskupem Lipa, zastępując Mariano Gaviolę. W latach 1997–1999 pełnił funkcję wiceprzewodniczącego Konferencji Episkopatu Filipin, uczestniczył w X Sesji Zwykłej Światowego Synodu Biskupów w Watykanie we wrześniu i październiku 2001. 15 września 2003 przeszedł na stolicę arcybiskupią Manili (w miejsce kardynała Sina), jednocześnie do maja 2004 pozostał administratorem apostolskim Lipa (do chwili powołania następcy, Ramona Cabrery Argüellesa).
W lutym 2006 papież Benedykt XVI ogłosił nominację kardynalską dla arcybiskupa Rosalesa. Na konsystorzu w marcu 2006 filipiński duchowny otrzymał tytuł kardynała prezbitera Santissimo Nome di Maria a Via Latina.
13 października 2011 papież przyjął jego rezygnację złożoną ze względu na wiek. Jego następcą został ogłoszony bp Luis Antonio Tagle.
10 sierpnia 2012 w związku z ukończeniem 80. roku życia utracił prawo do czynnego uczestniczenia w przyszłych konklawe.